# Intercambiador Matsuyama
El Intercambiador Matsuyama (松山インターチェンジ Matsuyama-intāchenji?) es un intercambiador que se encuentra en la Ciudad de Matsuyama de la Prefectura de Ehime. Es el sexto intercambiador de la Autovía de Matsuyama viniendo desde la Prefectura de Kagawa.

## Características
Para acceder a la Ciudad de Matsuyama viniendo desde la Ciudad de Saijo hay ocasiones en que se llega más rápido bajando en el Intercambiador Kawauchi. Esto se debe a que en la Ruta Nacional 33 se producen embotellamientos en las horas pico, lo que hace que el acceso sea lento.
Para acceder al Aeropuerto de Matsuyama viniendo desde la Ciudad de Oozu es mejor utilizar este intercambiador en lugar del Intercambiador Iyo.

## Cruces importantes
- Avenida de Circunvalación Externa de Matsuyama (松山外環状線 Matsuyama Sotokanjō-sen?)
- Ruta Nacional 33
- Ruta Nacional 379 (no en forma directa)

## Alrededores del intercambiador
- Castillo de Matsuyama
- Onsen de Dogo
- Zoológico de Tobe

## Intercambiador anterior y posterior
- Autovía de Matsuyama

Intercambiador Kawauchi << Intercambiador Matsuyama >> Intercambiador Iyo